# 键长

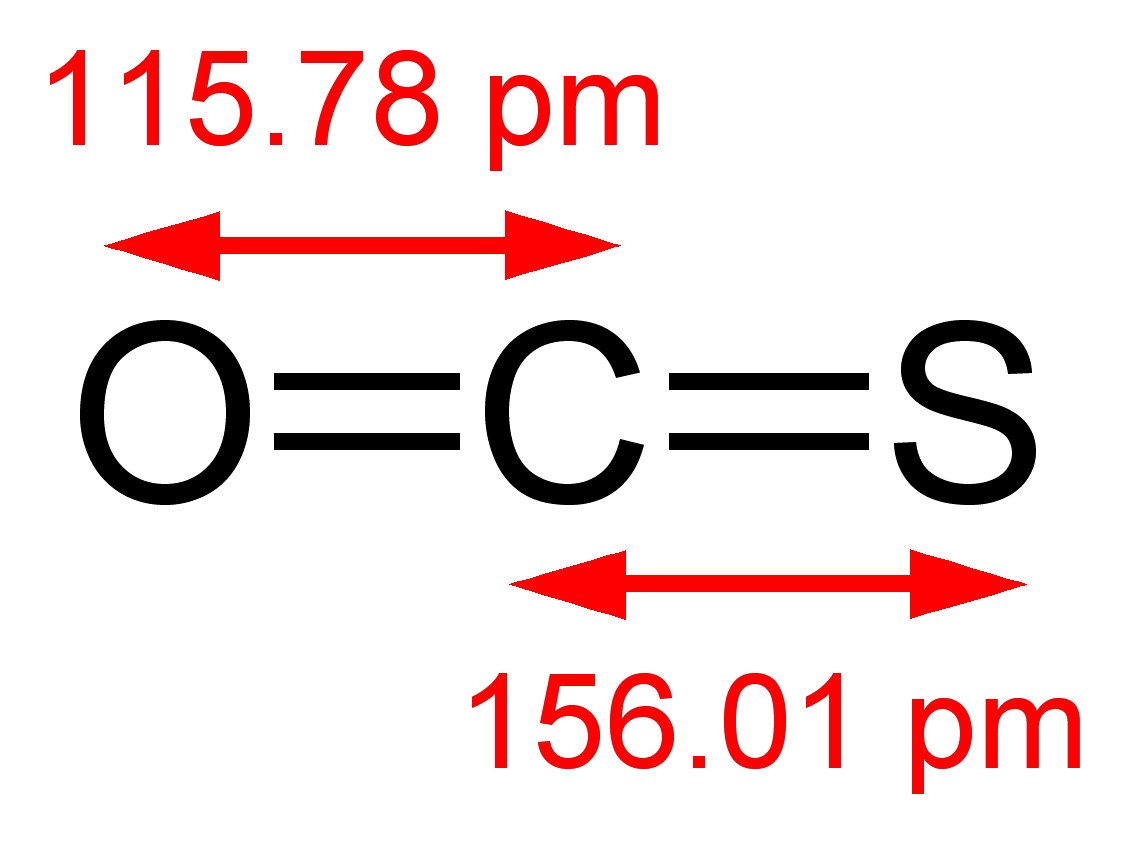
羰基硫的結構式，顯示了其共價鍵的個別鍵长

鍵长是两个成键原子A和B的平衡核间距离。它是了解分子结构的基本构型参数，也是了解化学键强弱和性质的参数。
对于由相同的A和B两个原子组成的化学键：键长值小，键强；键的数目多，键长值小。在实际的分子中，由于受共轭效应、空间阻碍效应和相邻基团电负性的影响，同一种化学键键长还有一定差异。
由大量的键长值可以推引出成键原子的原子半径；反之，利用原子半径的加和值可得这种化学键的典型键长。若再考虑两个原子电负性差异的大小予以适当校正，和实际测定制会符合得很好。

#### 键长的测定方法
原子间的键长，在固相中通过X射线衍射法予以测定，在气相中通过微波光谱法近似测量的。为数较少的简单的气态分子和X-H键长已通过光谱法和中子衍射法测出。

#### 键长的不同
给定原子对之间的键在不同分子之间可能有所不同。 例如，甲烷中的碳氢键与氯甲烷中的碳氢键不同。 然而，当一般结构相同时，可以进行概括。

### 延伸阅读
- 常见键长数据 （页面存档备份，存于）